# Alkebulan
Alkebulan, ou Alkebu-lan, est une appellation, sans doute d'origine arabe, désignant l'Afrique qui est parfois citée par des écrivains européens de la période moderne. Ce terme est parfois présenté, sans preuve, comme plus ancien dans les discours panafricains ou il est présenté comme un terme d'origine africaine et utilisé par les africains pour se désigner (par opposition au terme « Afrique », issu du latin et considéré comme trop européen). 

## Étymologie

### Hypothèse arabe
Une des hypothèses avancée sur l'origine étymologique du terme veut qu'Alkebu-Lan soit issu de l'arabe et signifie « Terre des Noirs »,.
Cependant, d'autres racines étymologiques désignant des éléments climatiques et géographiques de l'Afrique pourraient avoir été à l'origine du mot. C'est le cas de Qibli, signifiant les rafales de sable chaud et sec en provenance de l'Afrique subsaharienne, de Al-Qibalana (racine q-b-l) désignant en principe la Qibla (قبلة), soit le sens de direction de la prière vers la Mecque. En revanche, au Maghreb, Qibla/Qiblah dans les dialectes locaux signifie aussi « Sud », et pourrait présenter un lien linguistique potentiel. Le peuple Kabyle d'Afrique du Nord, se dénommant eux-mêmes en berbère Iqbayliyen, ou aqbayli peuvent aussi être en lien linguistiquement avec cette appellation au moment de la conquête arabe dans la mesure où l'appellation Qabail en arabe « tribus » ou qabīla au singulier (« tribu, famille »), désigne les Kabyles,.

## Dans les écrits européens (XVIe–XVIIesiècles)
La mention du nom d'Alkebulan se retrouve également dans l'analyse comparée des variations d'appellations du continent Africain en Europe. Il est généralement associé aux peuples arabes.
Pour André Thévet explorateur et géographe, en 1575, l’appellation par les peuples locaux Alkebulan est avérée comme le montrent deux extraits de sa Cosmographie universelle en moyen français :

« Cela procédait, d'autant que Alkebulan, savoir, le vent, y soufflant du Midi, qui est chaud et humide, corrompant le sang en nos corps, causait l'affaiblissement, puis l'ardeur de la fièvre ayant saisi le cerveau, était occasion de ces rêveries frénétiques : joint que les eaux y sont malsaines, et par conséquent l'air n'y vaut rien. »

Décrivant ici le climat nord-africain, il revient plus loin dans l'ouvrage de la façon suivante :

« Les Arabes, Adémiens, & Éthiopiens lui donnent le nom d'Alkebulan : les Indiens & Javanais Besecath : à cause du vent Méridional qui y règne plus que tous les autres. »

Plus tard, des ouvrages encyclopédiques, géographiques, ou étymologiques européens vers le XVIIe siècle écrits par Louis Moréri, érudit, encyclopédiste et généalogiste ou encore Antoine Phérotée de La Croix, calqué sur ceux d'Olfert Dapper, humaniste hollandais y font aussi référence.
Dans Le Grand dictionnaire historique ou Le mélange curieux de l'histoire sacrée et profane, Louis Moréri évoque ainsi ce nom de la façon suivante en vieux français : 

« Cette partie du Monde que nous appelons Afrique, est nommée Africa par les Latins, par les Italiens & par les Espagnols, par les Anglais et autres peuples de l'Europe, Ephrikia par les Turcs ; Alkebulan par les Arabes ; Besecath par les Indiens, et Iphrikia ou Aphrikia par les peuples du pays. Les Grecs l'ont nommée Libye, puis Afrique. »

Olfert Dapper, Humaniste hollandais, en fait mention dans Naukeurige Beschrijvinge der Afrikaensche Gewesten, connu en français sous le nom de Description de l'Afrique, paru en hollande en 1676 et traduit en français pour parution en 1686, ce qu'Antoine Phérotée de La Croix reprendra plus tard.

« Feftus & les plus célèbres geographes conviennent unanimement à dériver le mot d’Afrique de la langue Grecque. » 
puis ;
« Elle étoit aussi appellée communément chez eux Libye ; Mais aujourd’hui il n’y a qu’une partie de l’Afrique qui porte ce nom. Les Grecs lui donnoient encore plufieurs autres noms comme Olympie, Oceanie, Coriphe, Hefperie, Ortygie, Ammonide, Éthiopie, Cyrene, Ofiufe, Cephenie & Erie. Mais les Latins se sont contentés de ceux de Libye et d’Afrique. Le premier selon leur sentiment a tiré son origine de Libye fille d’Ephaphus fils de Jupiter, & le second d'Afer fils d’Hercule le Libyen. Thevet dans la Géographie dit que les Mores l’appellent Alkebulan et les Indiens Bezecath. »

Antoine Phérotée de La Croix, dans le discours préliminaire de Relation universelle de l'Afrique, ancienne et moderne évoque les notes de l'explorateur et écrivain-géographe français André Thévet au sujet d'Alkebulan : 

« Les Mores, dit Thévet, la nommèrent Alkebulan, les Indiens Bezecath, les Arabes Ifriquie, mot qui vient de Faruch et signifie une chose séparée, comme est l'Afrique. »

Il semble que les variantes locales furent différentes entre elles, mais que l'appellation européenne transmise par les Grecs se soient imposée dans l'époque moderne au détriment d'autres appellations, incluant Alkebulan.
Les écrits européens font la lumière sur la confusion contemporaine entre Arabes et Maures, subtilité qui peut expliquer pourquoi le dialecte maure tiendrait Alkebulan comme nom de l'Afrique et non la langue arabe directement[Quoi ?] bien que de les racines étymologiques soit intrinsèquement liées.

## Usage du terme
Aucune source antique ne semble corroborer un usage ancien du terme et les travaux le relayant ne mentionnent pas les circonstances, le lieu ou l'auteur de sa découverte.
Le terme Alkebulan est popularisé par son usage dans plusieurs discours, panafricains et néo-panafricains l'utilisant pour revendiquer une culture africaine ancestrale commune subvertie par les incursions européennes sur le continent. 
Il est également connu parmi les afro-descendants et Africains, en particulier dans un contexte contemporain de réappropriation de leur culture historique. 
Dans son roman auto-édité, Affairs of a Bowlers Heart, Darrel Dawson prend également ce parti. « Toutes les nations africaines sont devenues des sociétés intégrées quand les Perses, les Hittites, les Grecs, les Romains et les Arabes ont envahi ces régions dans les royaumes de Kush et Khemet en Alkebu-Lan aussi connu sous le nom d'Afrique ». Il utilise aussi le terme pour décrire ce qui selon lui constituait la société africaine primitive, qu'il décrit comme très avancée, comportant des fermes, animaux domestiqués et foyers de peuplements important dès 10 500 av. J.-C.. Cette hypothèse n'est pas corroborée par la recherche archéologique datant la domestication du bétail en Afrique vers 7 500 à 6 000 ans av. J.-C. et précédant l’agriculture,.

### Dans la culture
- Al-Kabulan est un titre de jazz de l'artiste Nolan Shaheed (en) sorti en 2015.
- Alkebu-Lan - Land Of The Blacks est un album du groupe Mtume sorti en 1975.